# Dicarpa insinuosa
Dicarpa insinuosa är en sjöpungsart som först beskrevs av Sluiter 1912.  Dicarpa insinuosa ingår i släktet Dicarpa och familjen Styelidae.
Artens utbredningsområde är Södra Ishavet. Inga underarter finns listade i Catalogue of Life.